# Travemünde
Travemünde er en bydel i Lübeck ved mundingen af floden Trave. Byen blev grundlagt i 1187 og kom i 1329 i Lübecks besiddelse.
I perioden fra 1963 til julen 1990 var der færgeforbindelse til Gedser i Danmark. 
I 2014 er der færgeforbindelser til den finske hovedstad Helsinki, de svenske byer Malmø og Trelleborg samt de lettiske byer Liepāja og Ventspils. 